# Jürgen Locadia
Jürgen Locadia (Emmen, 7 november 1993) is een Nederlands-Curaçaos voetballer die doorgaans als aanvaller speelt.

## Clubcarrière

### Jeugdopleiding
Locadia werd geboren in een Curaçaos gezin in Emmen. Hij begon met voetballen bij de lokale VV Bargeres. Hij werd opgemerkt door GVV Unitas, waar hij toetrad tot de jeugdselectie. Toen Willem II hem in 2008 vroeg over te stappen naar hun voetbalopleiding verhuisden hij en zijn familie naar Tilburg. In eerste instantie speelde hij zijn wedstrijden voor de amateurvereniging RKSV Sarto en vanaf het seizoen 2009/10 speelde hij bij de voetbalacademie van Willem II en RKC Waalwijk. In 2010 stapte hij over naar PSV, waar hij een profcontract tekende tot 2012.

### PSV

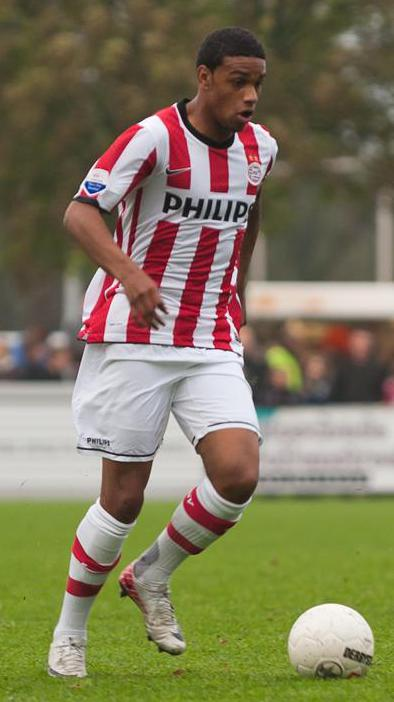
Locadia tijdens zijn officiële debuut in het eerste van PSV op 21 september 2011.

Locadia debuteerde op 30 september 2010 in de hoofdmacht van PSV. In een uitwedstrijd bij VVSB in de tweede ronde van de KNVB beker 2011/12, kwam hij in de 71e minuut in het elftal als invaller voor Tim Matavž. Op 30 september 2012 maakte Locadia zijn Eredivisiedebuut. Hij viel in de 68e minuut in voor Luciano Narsingh in de uitwedstrijd tegen VVV-Venlo. Hij maakte in zijn debuutwedstrijd drie doelpunten. Het was voor het eerst sinds 1969 dat een debutant in de Eredivisie drie keer scoorde in een competitiewedstrijd. Het was toen Harald Berg, die op 10 augustus 1969, voor ADO Den Haag driemaal scoorde tegen FC Twente. Op 5 oktober 2012 werd zijn contract opengebroken en verlengd tot 2017 en werd hij definitief overgeheveld naar de eerste selectie van PSV. Op woensdag 27 februari 2013 scoorde hij drie keer in de halve finale van de KNVB beker, tegen PEC Zwolle.
In het seizoen 2013/14 werd Phillip Cocu, die Locadia eerder trainde in de jeugd, hoofdtrainer van PSV en moest Locadia de concurrentie aangaan met Matavž. In de eerste wedstrijden kreeg hij de voorkeur boven Matavž, maar moest daarna zijn plaats weer afstaan om hem daarna weer terug te veroveren. Locadia speelde 26 van zijn 31 wedstrijden als basisspeler en scoorde hierin 13 keer. PSV eindigde dat seizoen teleurstellend op de 4e plaats achter AFC Ajax, Feyenoord en FC Twente. In de zomer haalde PSV Luuk de Jong van Borussia Mönchengladbach als nieuwe centrumspits. Terwijl Tim Matavž via de achterdeur verdween naar FC Augsburg, tekende Locadia in augustus 2014 een nieuw contract bij PSV, ditmaal tot medio 2019. Hij moest zich dit seizoen tevreden stellen met voornamelijk invalbeurten, omdat de dan net aangetrokken Luuk de Jong een basispositie veroverde en behield centraal in de aanval. In deze rol werd Locadia dat seizoen voor het eerst in zijn carrière landskampioen. Hierbij kwam hijzelf meer dan dertig wedstrijden in actie in competitie-, beker- en Europees verband.
In het seizoen 2015/16 moest Locadia wederom Luuk de Jong voor zich dulden als eerste spits. Hij kreeg van Cocu echter de kans zich te bewijzen als linksbuiten, als vervanger van Memphis Depay en alternatief voor Maxime Lestienne. In eerste instantie was Locadia niet tevreden met deze rol en sprak hij de wens uit verhuurd te worden, wat PSV weigerde. Eind augustus bleef hij zonder opgaaf van reden weg van de groepstraining. Locadia bood hiervoor zijn excuses aan, waarna de club het incident afdeed met een boete. Locadia schikte zich uiteindelijk in zijn rol. Locadia maakte op 15 september 2015 zijn debuut in het hoofdtoernooi van UEFA Champions League. Die dag won hij met PSV thuis met 2-1 van Manchester United. Hij viel zelf in de 86ste minuut in voor Lestienne. Locadias eerste doelpunt in de Champions League volgde op 3 november 2015. Die dag schoot hij de 1-0 binnen tijdens een met 2-0 gewonnen wedstrijd thuis tegen VfL Wolfsburg. Locadia werd op 8 mei 2016 voor de tweede keer op rij landskampioen met PSV. De club begon aan de laatste speelronde van het seizoen met evenveel punten als Ajax, maar met een doelsaldo dat zes doelpunten minder was. PSV won die dag vervolgens met 1-3 uit bij PEC Zwolle, terwijl Ajax uit bij De Graafschap met 1-1 gelijkspeelde. Locadia speelde voornamelijk als linksbuiten. In die rol kwam hij tot acht doelpunten en tien assists. Tijdens de kampioenswedstrijd schoot hij de 0-1 binnen.
Locadia begon het seizoen 2016/17 als basisspeler op de linksbuitenpositie. Hij stond in de eerste vier competitieronden steeds vanaf de aftrap in het veld. In die vierde speelronde verliet hij na een half uur geblesseerd het veld. Uit nader onderzoek bleek dat hij schade aan zijn lies had opgelopen. Het herstel kostte Locadia zes maanden, voor hij op 26 februari 2017 in speelronde 24 terugkeerde in het eerste elftal. Hij kwam dat jaar nog tot drie competitiedoelpunten, waaronder de openingsgoal uit tegen Sparta Rotterdam (0–2 winst), de 1–1 uit tegen FC Twente (eindstand 2–2) en het enige doelpunt van de wedstrijd thuis tegen Ajax. PSV eindigde dat jaar op de derde plek.
Cocu begon aan het seizoen 2017/18 met Locadia als eerste spits, in plaats van Luuk de Jong. Hij maakte op 24 september 2017 voor de tweede keer in zijn carrière een hattrick in de Eredivisie. Hij zorgde die dag voor zowel de 0–1, de 1–3 als de 1–4 tijdens een met 1–7 gewonnen wedstrijd uit bij FC Utrecht. Hij maakte dat duel ook nog een vierde doelpunt, de 1–6.

### Brighton & Hove Albion
Locadia tekende in januari 2018 een contract tot medio 2022 bij Brighton & Hove Albion, de nummer zestien van de Premier League op dat moment. Dat deed zelf geen officiële mededelingen over de exacte hoogte van de transfersom, alleen dat dit een clubrecord betrof. Zowel het Eindhovens Dagblad als Voetbal International noemden een bedrag van €16.000.000,-, waar eventueel nog bonussen bij konden komen. Ook zou er sprake zijn van een afgesproken doorverkooppercentage. Locadia werd bij Brighton & Hove teamgenoot van onder andere Davy Pröpper. Daarmee speelde hij tot vijf maanden eerder nog samen bij PSV.
Locadia maakte op 17 februari 2018 zijn debuut voor Brighton & Hove, als basisspeler in een met 3–1 gewonnen wedstrijd in het toernooi om de FA Cup, thuis tegen Coventry City. Hij maakte in de vijftiende minuut zelf de 1–0. Het lukte Locadia in de anderhalf jaar die volgden niet om zich op te werken tot een onbetwiste basisspeler bij Brighton & Hove. Dat verhuurde hem in augustus 2019 voor een seizoen aan 1899 Hoffenheim. Nadat ook hier een basisplaats uitbleef, sloot Locadia zich in februari 2020 voor een halfjaar op huurbasis aan bij FC Cincinnati.

### VfL Bochum
In de winter van 2022 verliet Locadia Brighton & Hove Albion definitief. Hij tekende voor een halfjaar bij Bundesliga-promovendus VfL Bochum, waarvoor hij twee keer scoorde, tegen de twee bovenste ploegen op de ranglijst, Bayern München en Borussia Dortmund.

### Persepolis
Op 12 augustus 2022 tekende Locadia een eenjarig contract bij Persepolis, uitkomend in de Iraanse Persian Gulf Pro League. In december van dat jaar verliet hij de club.

### Cangzhou Mighty Lions en SD Amorebieta
In april 2023 vervolgde Locadia zijn loopbaan in China bij Cangzhou Mighty Lions. Daar vertrok hij eind 2023 vanwege betalingsachterstanden. In maart 2024 sloot hij tot het einde van het seizoen aan bij het Spaanse SD Amorebieta uitkomend in de Segunda División A. In het seizoen 2024/25 speelde Locadia voor CF Intercity in de Primera Federación.

## Clubstatistieken
| Seizoen                    | Club                   | Competitie                                | Competitie | Competitie | Beker | Beker | Internationaal | Internationaal | Overig | Overig | Totaal | Totaal |
| Seizoen                    | Club                   | Competitie                                | Wed.       | Dlp.       | Wed.  | Dlp.  | Wed.           | Dlp.           | Wed.   | Dlp.   | Wed.   | Dlp.   |
| -------------------------- | ---------------------- | ----------------------------------------- | ---------- | ---------- | ----- | ----- | -------------- | -------------- | ------ | ------ | ------ | ------ |
| 2011/12                    | PSV                    | Eredivisie                                | 0          | 0          | 2     | 1     | 0              | 0              | 0      | 0      | 2      | 1      |
| 2012/13                    | PSV                    | Eredivisie                                | 15         | 6          | 5     | 5     | 2              | 0              | 0      | 0      | 22     | 11     |
| 2013/14                    | PSV                    | Eredivisie                                | 31         | 13         | 2     | 3     | 8              | 1              | 0      | 0      | 41     | 17     |
| 2014/15                    | PSV                    | Eredivisie                                | 23         | 6          | 3     | 2     | 10             | 1              | 0      | 0      | 36     | 9      |
| 2015/16                    | PSV                    | Eredivisie                                | 29         | 8          | 4     | 3     | 8              | 1              | 1      | 0      | 42     | 12     |
| 2016/17                    | PSV                    | Eredivisie                                | 14         | 3          | 0     | 0     | 0              | 0              | 1      | 0      | 15     | 3      |
| 2017/18                    | PSV                    | Eredivisie                                | 15         | 9          | 1     | 0     | 2              | 0              | 0      | 0      | 18     | 9      |
| 2017/18                    | Brighton & Hove Albion | Premier League                            | 6          | 1          | 2     | 1     | –              | –              | 0      | 0      | 8      | 2      |
| 2018/19                    | Brighton & Hove Albion | Premier League                            | 26         | 2          | 7     | 2     | –              | –              | 0      | 0      | 33     | 4      |
| 2019/20                    | Brighton & Hove Albion | Premier League                            | 2          | 0          | 0     | 0     | –              | –              | 0      | 0      | 2      | 0      |
| 2019/20                    | → 1899 Hoffenheim      | Bundesliga                                | 11         | 4          | 1     | 0     | –              | –              | 0      | 0      | 12     | 4      |
| 2020                       | → FC Cincinnati        | MLS                                       | 17         | 1          | 0     | 0     | –              | –              | 1      | 0      | 18     | 1      |
| 2021                       | → FC Cincinnati        | MLS                                       | 9          | 1          | 0     | 0     | 0              | 0              | 0      | 0      | 9      | 1      |
| 2021/22                    | Brighton & Hove Albion | Premier League                            | 1          | 0          | 2     | 0     | 0              | 0              | 0      | 0      | 3      | 0      |
| 2021/22                    | VfL Bochum             | Bundesliga                                | 11         | 2          | 2     | 0     | 0              | 0              | 0      | 0      | 11     | 1      |
| 2022/23                    | Persepolis             | Iran Pro League                           | 9          | 6          | 0     | 0     | 0              | 0              | 0      | 0      | 9      | 6      |
| 2022/23                    | Cangzhou Mighty Lions  | Chinese Football Association Super League | 24         | 7          | 0     | 0     | 0              | 0              | 0      | 0      | 24     | 7      |
| 2023/24                    | SD Amorebieta          | Segunda División A                        | 4          | 0          | 0     | 0     | 0              | 0              | 0      | 0      | 4      | 0      |
| Totaal                     | Totaal                 | Totaal                                    | 247        | 69         | 31    | 17    | 30             | 3              | 3      | 0      | 311    | 89     |
| Bijgewerkt t/m 6 juni 2024 |                        |                                           |            |            |       |       |                |                |        |        |        |        |

## Interlandcarrière
Locadia won in 2009 met het Nederlands amateurelftal onder 16 het toernooi om de Koninkrijksspelen op Aruba. Hij kwam daarna uit voor Nederland –17, Nederland –18, Nederland –19, Nederland –20 en Nederland –21.
Toenmalig bondscoach Louis van Gaal nam Locadia op 5 mei 2014 op in de groep waarmee hij een eerste trainingsstage voorafgaand aan het wereldkampioenschap in Brazilië wilde afwerken. Op de eerste dag daarvan kon hij weer weg omdat hij niet fit genoeg bevonden werd. Bondscoach Danny Blind riep hem op 15 november 2015 voor het eerst officieel op voor het Nederlands voetbalelftal. Tot een debuut als international kwam het die week niet.
In mei 2023 werd hij voor het eerst opgeroepen voor Curaçao door bondscoach Remko Bicentini.

## Erelijst
| Kampioen Eredivisie  | 2x | 2014/15, 2015/16 |
| KNVB beker           | 1x | 2011/12          |
| Johan Cruijff Schaal | 2x | 2015, 2016       |

## Trivia
- De favoriete club van Locadia is Manchester United.[1]
- In zijn tijd als speler van Jong PSV gaven verschillende media hem de bijnaam 'Messi van de maandagavond'. Dit vanwege Locadia's hoge productie doelpunten voor Jong PSV, dat in Locadia's tijd doorgaans op maandagavond in de Beloftencompetitie speelde.[21]
- Locadia werd op 27 juli 2013 vader van een zoon.
- In juni 2017 kwam zijn single uit en is te beluisteren via Spotify. De nummers  'Take Off' en 'Epok' zijn dance-nummers.